# Tidlig moderne tid
Tidlig moderne tid betegner normalt perioden ca. 1500-1800 i europæisk historie. Den afgrænses således af middelalderens afslutning i den ene ende og den industrielle og franske revolution samt USA's uafhængighedskrig i den anden.
Perioden er karakteriseret ved videnskabernes øgede betydning, teknologiske nybrud, en gradvis sekularisering af den politiske sfære og fremkomsten af kapitalistiske økonomier, samtidig med, at territorialstaten bliver den altdominerende politiske enhed. Regeringsformer som enevælde og parlamentarisme er også nyskabelser i denne periode.
| Historie | Spire Denne historieartikel er en spire som bør udbygges. Du er velkommen til at hjælpe Wikipedia ved at udvide den. |